# Große Marañón-Reisratte
Die Große Marañón-Reisratte (Eremoryzomys polius) ist ein Nagetier in der Familie der Wühler und war von 2006 bis 2016 die einzige Art der Gattung Eremoryzomys. 2016 wurde mit der Kleinen Marañón-Reisratte (Eremoryzomys mesocaudis) eine weitere Art der Gattung beschrieben. Eine anfänglich vermutete nahe Verwandtschaft zur Gelben Schildreisratte (Aegialomys xanthaeolus) hat sich nicht bestätigt. Der wissenschaftliche Gattungsname ist vom griechischen Wort eremia (verlassener Ort) und vom Gattungsnamen der Reisratten (Oryzomys) abgeleitet. Er bezieht sich auf das spezielle Verbreitungsgebiet der Art.

## Merkmale

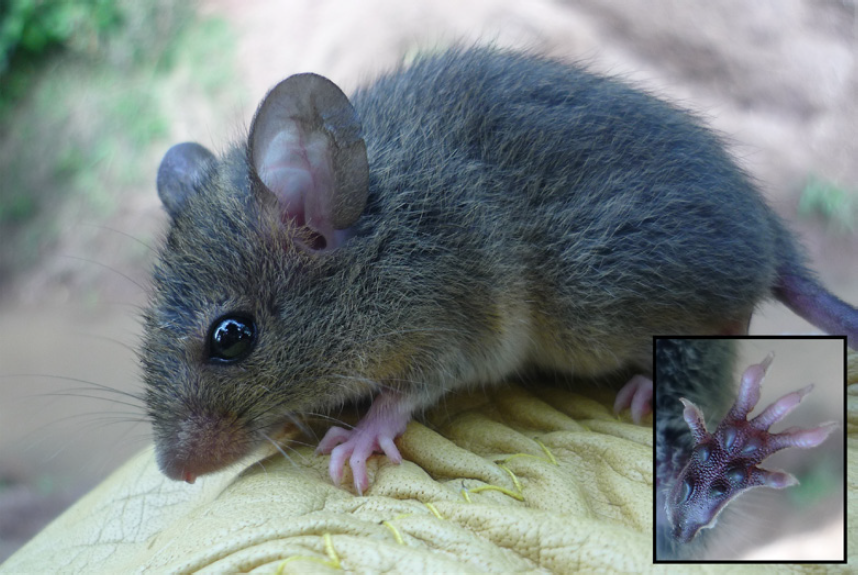
Kleine Marañón-Reisratte (E. mesocaudis), die nächste Verwandte der Großen Marañón-Reisratte

Das gesprenkelt graubraune Fell der Oberseite kann bei älteren Exemplaren gelbliche oder deutlicher braune Tönungen aufweisen. Auf der helleren Unterseite sind die Haare an der Wurzel grau und an den Spitzen grau oder braun. Der Kopf ist durch kleine Ohren und Vibrissen, die zu den Ohren reichen, wenn sie zurückgebogen werden, gekennzeichnet. Die Krallen der Hinterfüße sind mit Haarbüscheln bedeckt. Die Große Marañón-Reisratte hat einen langen Schwanz, der oberseits dunkel und unterseits hell ist. Verglichen mit den Arten der Gattung Aegialomys ist das Fell deutlich grauer. Unterschiede im Bau des Schädels und der Zähne trennen die Art unzweideutig von Reisratten und anderen 2006 neu beschriebenen Gattungen der Wühler.
Die Exemplare sind ohne Schwanz 140 bis 172 mm lang, die Schwanzlänge beträgt 168 bis 212 mm, die Hinterfüße erreichen 28 bis 33 mm Länge und die Ohren sind 20 bis 25 mm lang. Gewichtsangaben fehlen. Der Schwanz trägt nahe am Körper etwa 10 mm lange Haare. Die paarig angeordneten Zitzen der Weibchen sind gleichmäßig auf der Unterseite verteilt.

## Verbreitung und Lebensweise

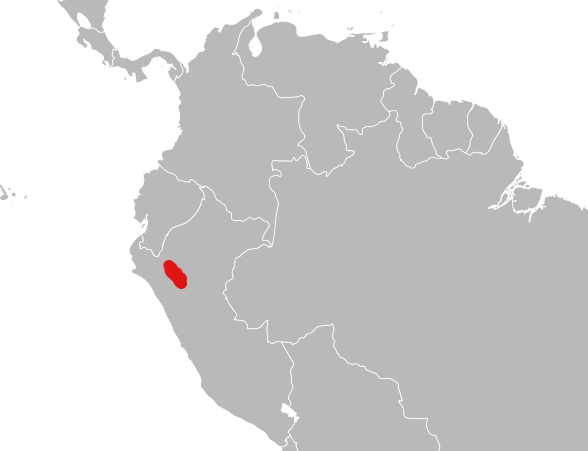
Verbreitungsgebiet der Großen Marañón-Reisratte

Die Art lebt in den Anden im Norden Perus und erreicht möglicherweise Ecuador. Sie hält sich zwischen 1500 und 2000 Meter Höhe auf. Das Verbreitungsgebiet liegt im Umfeld des Rio Marañón. Die Exemplare bewohnen trockene Wälder, die offen oder mit einem dichten Unterwuchs ausgestattet sein können. Dieses Nagetier meidet Plantagen und Felder. Es bewegt sich hauptsächlich auf dem Erdboden.

## Gefährdung
Die Umwandlung von Wäldern in Weideflächen beeinflusst den Bestand negativ. Bis zum Jahr 2017 waren nur fünf Exemplare der Art bekannt. Die IUCN listet sie mit ungenügende Datenlage (data deficient).